# Banco de la República de Burundi
El Banco de la República de Burundi (en francés: Banque de la République du Burundi, BRB) es el banco central de Burundi. El banco fue creado en 1966 y sus oficinas se encuentran en Buyumbura.
El Banco es activo en la promoción de la inclusión financiera, política y es miembro de la Alianza para la Inclusión Financiera. También es una de las 17 instituciones reguladoras específicas de los compromisos nacionales para la inclusión financiera en virtud de la Declaración Maya durante el 2011 Global Policy Forum, celebrado en México.
El gobernador es Jean Ciza desde el 9 de agosto de 2012.